# Ján Kollár

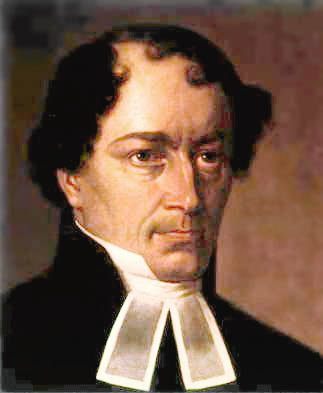
Ján Kollár

Ján Kollár (slowakisch) bzw. tschechisch Jan Kollár (* 29. Juli 1793 in Mošovce, Königreich Ungarn; † 24. Jänner 1852 in Wien) war einer der bedeutendsten mitteleuropäischen Lyriker und Gelehrten des frühen 19. Jahrhunderts. Obwohl Slowake, schrieb der Altertumsforscher und Sprachwissenschafter fast ausschließlich auf  Tschechisch. Er war evangelischer Geistlicher und eine wichtige Person aus der Zeit der Sprachenkämpfe im Königreich Ungarn (etwa erste Hälfte des 19. Jahrhunderts), zu dem die Slowakei damals gehörte.
Drei seiner großen Werke weckten in Europa ein Interesse an der slawischen Geschichte und Kultur und prägten die nationalen Bewegungen der Slawen bis in die Gegenwart: Kollárs Sonette Tochter der Sláva, seine Sammlungen von slowakischen Volksgedichten und -liedern nach dem Vorbild von Herder, Brentano und Achim von Arnim,  sowie die Untersuchung Über die literarische Wechselseitigkeit zwischen den verschiedenen Stämmen und Mundarten der slawischen Nation (1837). Seine panslawistischen Ansichten wurden allerdings schon zu seiner Zeit teilweise kritisiert.

## Leben

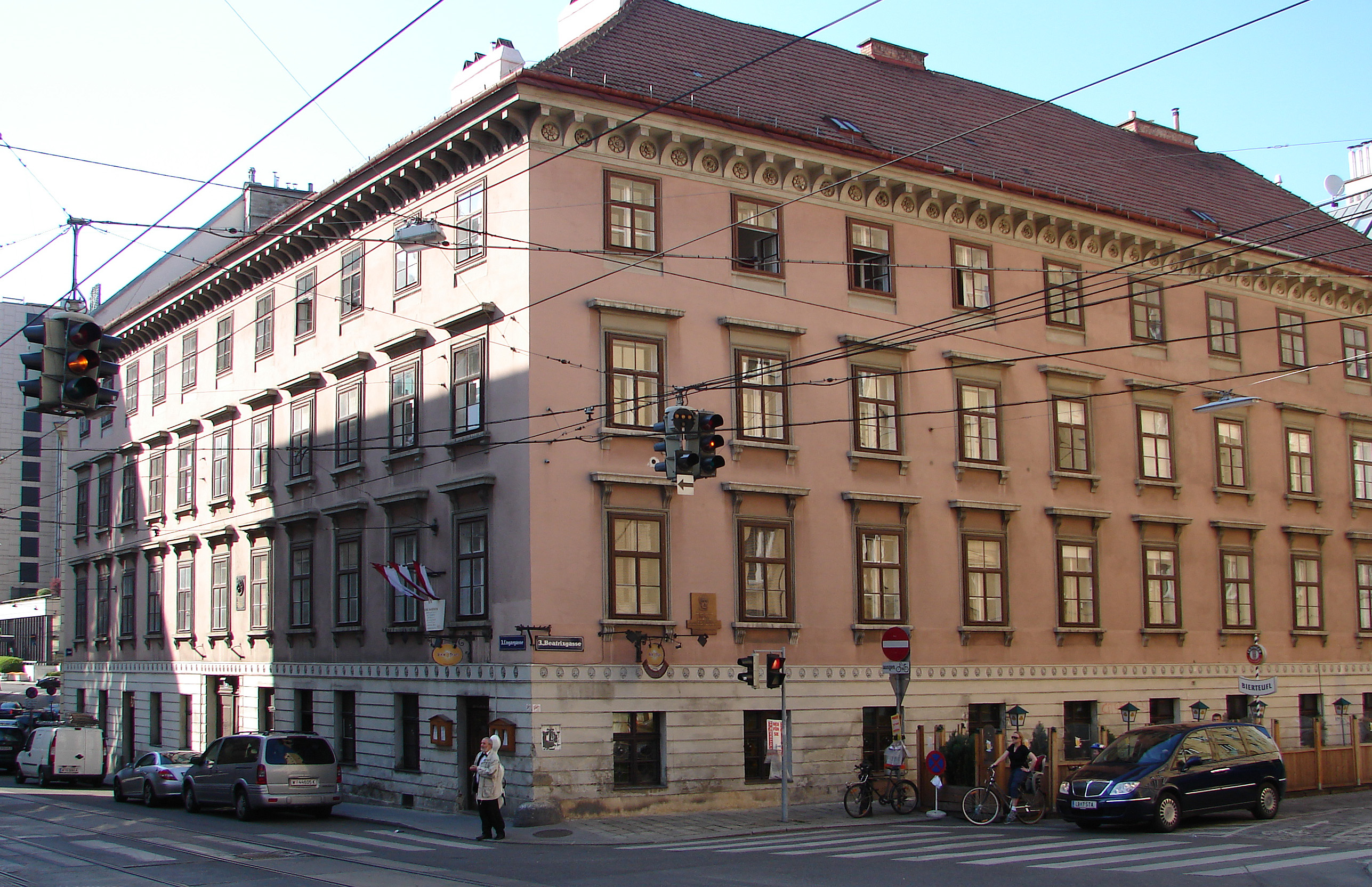
Wohn- und Sterbehaus Jan Kollars von 1849 bis 1852 in der Wiener Ungargasse 5, Ecke Beatrixgasse

Kollár besuchte die Gymnasien von Kremnica und Banská Bystrica sowie das Evangelische Lyzeum in Pressburg. Nachdem er zwei Jahre lang als Erzieher in Banská Bystrica tätig gewesen war, studierte er von 1817 bis 1819 an der Universität Jena Philosophie und Theologie. Während seines Studiums in Deutschland empfing er vom Wartburgfest Impulse, sich für die eigene Nation zu engagieren. Er besuchte auch Johann Wolfgang von Goethe in Weimar, mit dem ihn ebenso wie mit anderen Persönlichkeiten aus Weimar eine persönliche Freundschaft verband. Der zweite Impuls für sein Engagement ist darauf zurückzuführen, dass er in Deutschland die fast vollständige Assimilierung der Sorben sah, was in ihm Angst um die Zukunft der Slawen erweckte. Er stand bereits während seines Studiums der politischen Romantik nahe und übertrug deren Gedankengut auf seine Heimat. Damit wurde er, obgleich er in seiner Weltsicht nicht politisch, sondern historisch geprägt war, zum Mitbegründer des Panslawismus. Sein wichtigstes Werk dazu, O literární vzájemnosti mezi kmeny a nářečími slávskými. (Über die literarischen Gemeinsamkeiten zwischen slawischen Stämmen und Dialekten), erschien 1836.
Seine Gedichte wurden auch sehr stark von seiner Liebe zu Wilhelmine Friederike Schmidt (genannt Mina; * 17. August 1795, † 13. Oktober 1871, Tochter eines Pastors) beeinflusst, die er in 1817 in Lobeda bei Jena kennengelernt hatte und erst 1835 heiratete (vorher hatte ihre verwitwete Mutter ihr nicht erlauben wollen, ins weit entfernte Ungarn zu gehen).
1819 bis 1849 war er Prediger der neu gegründeten evangelischen Gemeinde in Pest. Die Gemeinde bestand aus vielen Nationen und war von viel Nationalismus geprägt.

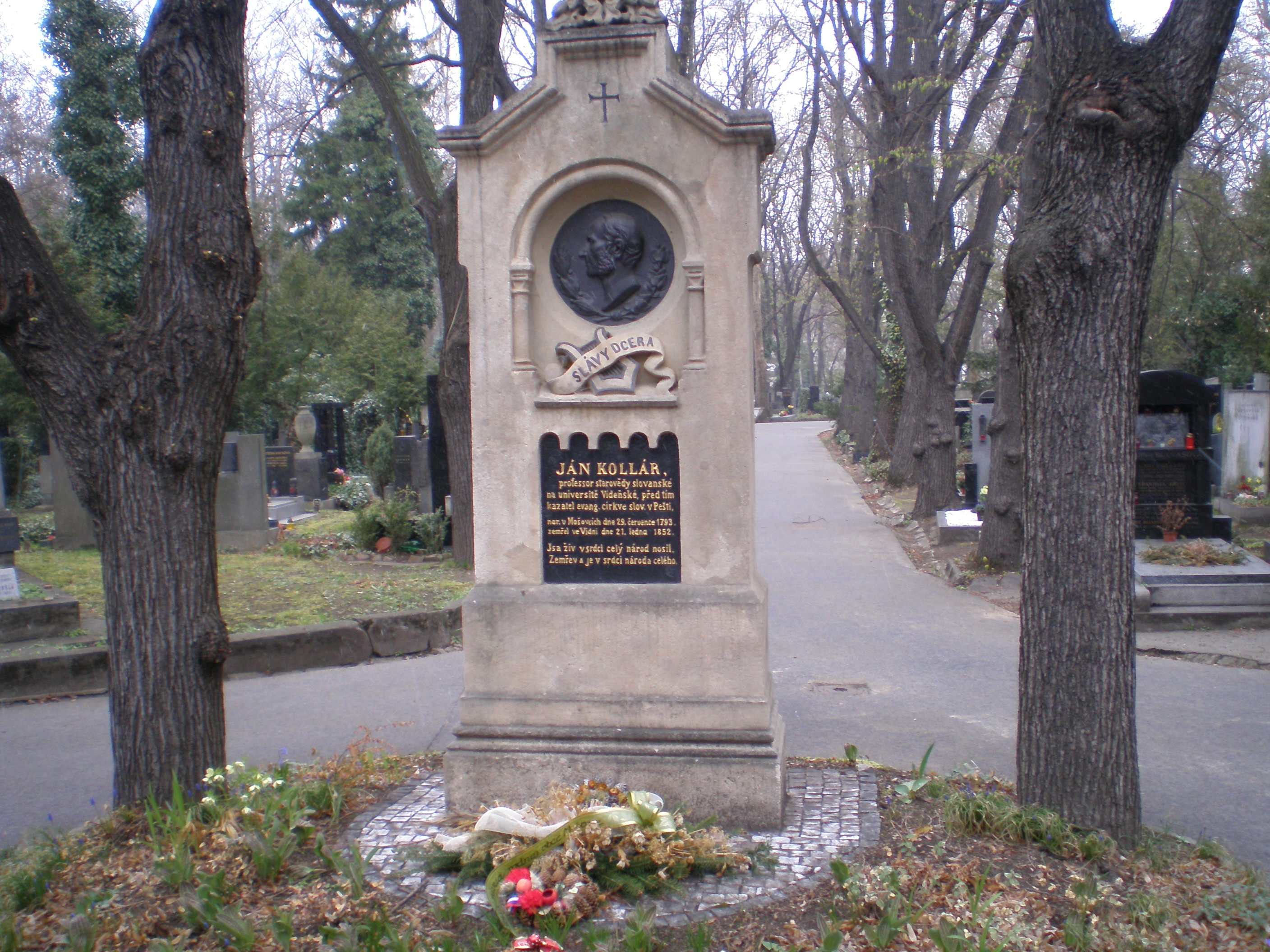
Kollárs Grab in Prag

Im Rahmen des Slowakischen Aufstands arbeitete er als Vertrauensmann für Fragen der Slowaken bei der Regierung in Wien. Ende 1849 wurde er schließlich zusammen mit Karol Kuzmány – als Kompensation für die weitgehende Nicht-Erfüllung slowakischer Forderungen aus der Zeit der Revolution – zum ordentlichen Professor für slawische Archäologie an der Universität Wien und Regierungsberater für Fragen aus den Bereichen Sprachen und Schulwesen ernannt. Dies war bis zu seinem Tod sein Beruf.
Seine sterblichen Überreste, die auf dem Sankt Marxer Friedhof begraben wurden, wurden 1904 feierlich auf den Olšany-Friedhof in Prag überführt.
Das Geburtshaus von Jan Kollár war, mit Ausnahme des steinernen Kornspeichers, aus Holz. Am 16. August 1863 breitete sich in der Schneiderstraße in Mošovce ein Brand aus, der neben anderen Häusern auch Kollárs Geburtshaus zerstörte – der einzige noch erhaltene Teil des Gebäudes ist der Kornspeicher (zweite Tür von rechts). In diesem Gebäude wurde im Jahr 1974 ein Museum eingerichtet und im Jahr 1982 reinstalliert. Die Exposition resümiert das Leben und die Werke Kollárs.

## Werk

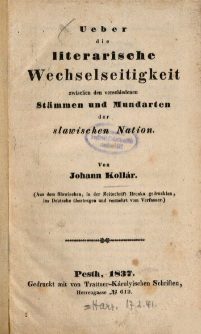
Über die literarische Wechselseitigkeit zwischen den verschiedenen Stämmen und Mundarten der slawischen Nation (vermehrte, deutsche Fassung 1837)

Als Dichter trat er zuerst auf mit einem Band kleinerer tschechisch geschriebener Gedichte, Básně („Gedichte“, 1821), die zum Teil von der Metternich-Zensur konfisziert wurden.
Die Básně sind später teilweise umgearbeitet wurden, als sein Hauptwerk unter dem Titel Slávy dcera (Tochter der Sláva, 1824, sukzessive erweitert 1832, 1845, 1852, deutsche Auswahl Tochter der Slawa; in: Kränze aus dem böhmischen Dichtergarten herausgegeben von J. Wenzig) erschien und worin er seinem Schmerz über das Verdrängtwerden der Sorben (und der Slawen) durch die deutsche Kultur Ausdruck gab und die slawische Vergangenheit verherrlichte.
Dieses teilweise an Goethe erinnernde Meisterwerk bestand in seiner letzten Fassung aus insgesamt 645 Sonetten, die unterteilt waren in einen monumentalen Vorgesang und die Gesänge „Sala“, „Elbe – Ren – Moldau“, „Donau“, „Lethe“ (Himmel) und „Acheron“ (Hölle). In „Sala“ wird die Liebe zu Mina (eigentlich Kollárs Friederike), der slawischen Tochter der Mutter Sláva (wörtlich: Ruhm, zugleich Anspielung auf das Wort „Slawen“), geschildert und zugleich erklärt, dass die andere Hälfte des Herzens des Autors seiner Heimat gilt. In „Elbe – Ren – Moldau“ werden wir unter anderem Zeugen der Reise Kollárs von Jena nach Prag, wobei patriotische Themen aufkommen (Germanisierung slawischer Gebiete) sowie auch noch die Liebe zu Mina. In „Donau“ reist er von Prag nach Pressburg, wobei er die seiner Ansicht nach typischen Eigenschaften der Slawen beschreibt, wie Gerechtigkeit, Sehnsucht nach Vereinheitlichung etc. In dem an Dantes Göttliche Komödie erinnernden „Lethe“ werden vor allem berühmte slawische Persönlichkeiten besungen, wobei der Autor von der Göttin Sláva am slawischen Himmel begleitet wird. In „Acheron“ werden schließlich die Feinde des Slawentums in die slawische Hölle geschickt. Das Werk wurde auf Tschechisch mit einigen slowakischen Elementen geschrieben.
Dann folgte die verdienstvolle, riesige Liedersammlung slowakischer Volkslieder: Národnie Zpiewanky, čili písně světské… (wörtlich: Volksgesänge oder weltliche Lieder…, 1834–35). Bereits zuvor hat er mit Pavol Jozef Šafárik an der Sammlung Písně světské lidu slovenského v Uhřích (wörtlich: Weltliche Lieder des slowakischen Volkes in Ungarn, 1823–1827) mitgewirkt, die er auf Anregung Goethes zusammenstellte.

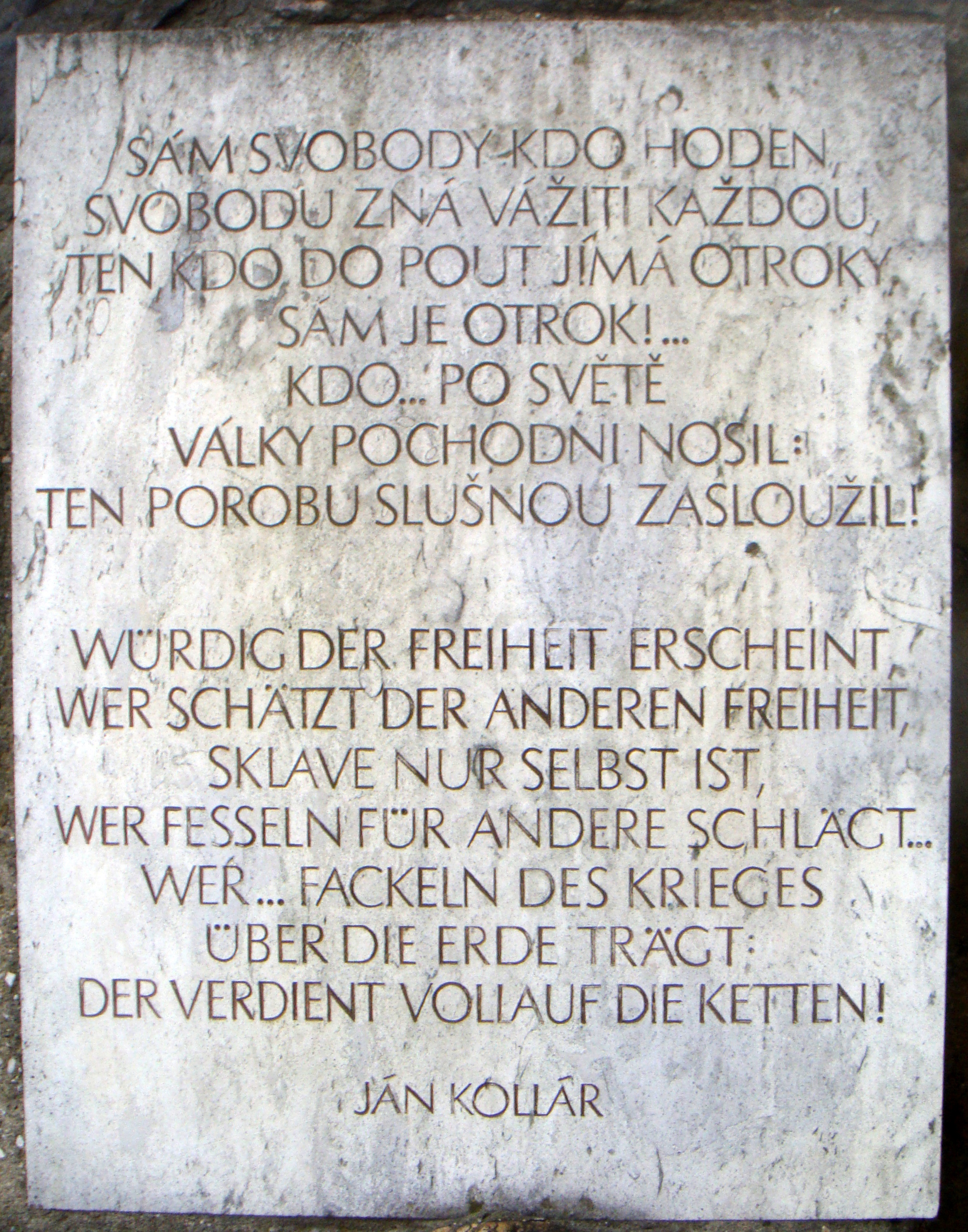
Gedenktafel für den Dichter in Jena-Lobeda

In seiner (in erweiterter Form auch deutsch) geschriebenen Abhandlung O literární vzájemnosti mezi kmeny a nářěčími slavskými (Über die literarische Wechselseitigkeit zwischen den Stämmen und Mundarten der slawischen Nation, 1831–1836) erklärt er seine panslawistische Überzeugung, dass es eine einheitliche slawische Nation gibt, die aus vier „Stämmen“ besteht – dem russischen, dem polnischen, dem illyrischen und dem tschechisch-slowakischen. Er begründete hierin theoretisch die Einheit der slawischen Kultur und wies ihr unter dem Einfluss Herders eine humanisierende Mission zu.
Von seinen zahlreichen übrigen Werken seien genannt die Schrift über die Vorzüge des slawischen Volkes Dobré vlastnosti národu slovanského (wörtlich: Gute Eigenschaften der slawischen Nation, 1822), seine kritische Schrift Něco o pomaďarčovaní Slovanú v Uhrách (wörtlich: Über die Magyarisierung der Slawen in Ungarn, k. A.), seine erste panslawistische Schrift Jmenoslov čili slovník osobních jmen rozličných kmenů a nářečí národu slavenského (wörtlich: Nomenklatur das heißt Wörterbuch von Personennamen der verschiedenen Stämme und Mundarten der slawischen Nation, 1830).
Kollár war auch Autor zahlreicher Reiseberichte von seinen in den 1840er-Jahren unternommenen Reisen nach Deutschland, Oberitalien und in die Schweiz.
Nach einem Besuch in Neustrelitz im September 1850 begann Kollár mit Vorarbeiten zu einer breit angelegten Monographie über die sgn. Prillwitzer Idole, die unvollendet blieben. Teile des Manuskripts erschienen 1857–1864 im Druck, der jedoch nicht ausgereicht wurde.
Nach seinem Tod erschien sein archäologisches Werk über Italien Staroitalie slavjanská (Das slawische Altitalien, 1853), in dem er den Nachweis zu führen versuchte, dass die Römer Slawen gewesen seien, sowie seine Autobiographie Paměti z mladších let života (wörtlich: Erinnerungen aus jüngeren Jahren, 1863).
Seine gesammelten Werke (mit der Autobiographie des Dichters) erschienen beispielsweise in vier Bänden in Prag (2. Aufl., 1868, neuere Daten: k. A.).

## Sonstige Werke und seine Haltung zur slowakischen Sprache

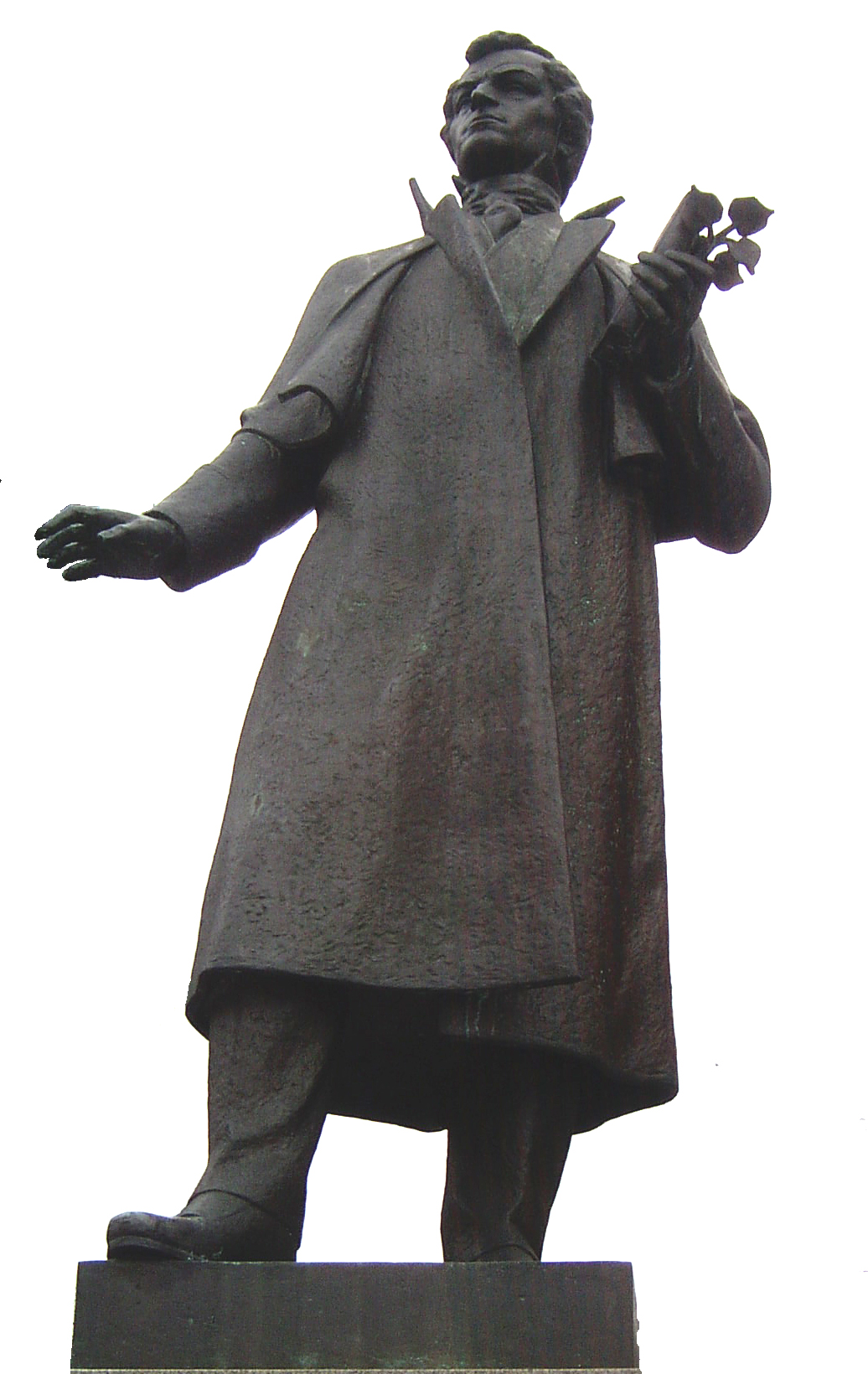
Die Statue von Ján Kollár in Mošovce

Da Kollár die Theorie vertrat, dass es einen einheitlichen tschechisch-slowakischen Stamm gibt, war er auch gegen sämtliche Versuche anderer Slowaken, das Slowakische als eigenständige Schriftsprache zu etablieren. Zwar befürwortete er eine Annäherung an die mährischen und slowakischen Dialekte und versuchte in seinen früheren Werken, in sein Tschechisch slowakische Elemente aufzunehmen, damit die beiden Sprachen möglichst zueinander finden, wobei er den Wohlklang des Slowakischen hervorhob. Trotzdem war dieses Tschechisch mit slowakischen Elementen, vor allem in den Lehrbüchern für slowakische Schulen (Čítanka (Lesebuch, 1825), Šlabikář (Fibel, 1826) und die Neuauflage der Slávy dcera von 1835), weit von der heutigen slowakischen Standardsprache entfernt.
Seine Volksliedsammlungen waren einer der Impulse der Gruppe um Ľudovít Štúr, die mittelslowakische Mundart zur slowakischen Schriftsprache zu erheben, Kollár lehnte dies jedoch ausdrücklich ab und legte diesen Standpunkt in einer Sammlung gegen die slowakische Sprache, die seine Beiträge und Beiträge Gleichgesinnter enthält und unter dem Titel Hlasové o potřebě jednoty spisovného jazyka pro Čechy, Moravany a Slováky (Stimmen über die Notwendigkeit einer einheitlichen Schriftsprache für die Böhmer, Mährer und Slowaken, 1846) veröffentlicht wurde, in einer sehr aggressiven Weise dar. Nach der Revolution von 1848/1849, in der die Slowaken für die Habsburger in Wien gegen die aufständischen Ungarn gekämpft hatten, beschloss die österreichische Regierung sozusagen als Belohnung für die Slowaken, das Slowakische teilweise als Amtssprache für Schulen, niedrigere Gerichte etc. zuzulassen. Kollár wurde beauftragt, eine solche Amtssprache zu schaffen, das von ihm eingeführte so genannte Altslowakische (staroslovenčina) war aber – trotz des Namens – weitgehend identisch mit dem Tschechischen. Diese künstliche Amtssprache war faktisch nur bis 1852 in Gebrauch, als die slowakische Grammatik von Martin Hattala erschien, seinen offiziellen Status behielt es bis 1859.